# Diario de una buena vecina
Diario de una buena vecina (en inglés, The Diary of a Good Neighbour) es una de las dos novelas de Doris Lessing publicada bajo el seudónimo de Jane Somers en 1983, siendo la otra Si la vejez pudiera (1984). El dúo de novelas es conocido en el mundo literario como Los diarios de Jane Somers. Fue una de las cinco novelas de Lessing que reeditó y publicó Santillana —en su colección Punto de Lectura— después de que la escritora ganara el Premio Nobel de Literatura en 2007, junto a otros trabajos conocidos como El cuaderno dorado (1962) y La buena terrorista (1985). La traducción al castellano estuvo a cargo de Marta Pessarrodona.
El tema central de la novela es la decadencia física que sufre un individuo al envejecer, así como la forma en que ellos son percibidos por el resto de la sociedad cuando sucede esto. Diario de una buena vecina significó la partida de Lessing de la ciencia ficción, tras haber publicado Memorias de una superviviente (1974) y la serie de cinco novelas Canopus en Argos (1979-1983).

## Argumento
La historia está ambientada en la década de los años 1970. La novela gira en torno a Jane "Janna" Somers, trabajadora de la revista femenina Lilith que pierde a su madre y a su marido Freddie a causa del cáncer. Tiempo después y por casualidad, conoce a Maudie Fowler, una anciana arisca de noventa años que vive en soledad cerca del conjunto residencial donde vive. En sus años de juventud, Maudie fue sombrerera. Janna, sin proponérselo, se convierte en amiga de Maudie, evaluando su comportamiento respecto a la convalecencia de los seres queridos que perdió. 

## Información

### Estilo
Como su título lo indica, la novela está escrita en la forma de un diario personal. La narradora en primera persona, Jane Somers —mujer que tiene poco más de cincuenta años—, es quien escribe. La novela no está dividida por capítulos ni bloques numerados. El primer segmento es, como la narradora lo indica, «un resumen de unos cuatro años», temporada previa a su encuentro con Maudie. Después, cada segmento —separados entre sí por un espacio en blanco— inicia con el tiempo transcurrido entre uno y otro hasta el desenlace. Hay saltos grandes o pequeños en el tiempo, iniciando cada segmento con frases como Al cabo de un mes, el día de una semana, Más tarde o un suceso que merece ser registrado y que marca un cambio en la trama. 

### Temas abordados
La senectud y su percepción social son los temas principales. Cómo la sociedad parece estar avanzando sin tomar en cuenta las necesidades de los adultos mayores que tienen problemas para valerse por sí mismos, así como la ineficacia de las políticas sociales para contrarrestar la epidemia de soledad que vive esta comunidad etaria. La práctica común de tratar a las personas de la tercera edad de forma infantil parece ser sometida a crítica, como queda en evidencia en el trato que dan las enfermeras a una de las compañeras de sala de Maudie en el hospicio donde fue internada, quien se niega a ser llamada «cariño».
 

Un tema común en la literatura de Lessing es cómo la compasión da paso a la empatía, como se evidencia en Ben, en el mundo (2000), otro de sus trabajos. Janna, quien se consideraba a sí misma como una "esposa-hija" y una "hija-niña", cambia su modo de ser después de verse como la única persona en el mundo que se interesa por Maudie. Cuando la madre de Janna enfermó no procuró ver mucho por ella, dejando esa responsabilidad en manos de su hermana Georgie. Algo parecido sucedió cuando enfermó Freddie, su esposo: decidió entregarse de lleno a su trabajo en la revista para «no estar junto a él en aquel horror». No era que Janna los había abandonado a su suerte —de acuerdo al diario, los visitaba a menudo—, pero no pudo sentirse involucrada en sus respectivos sufrimientos. Sin embargo, después de evidenciar cómo Maudie se hizo dependiente a sus cuidados ocasionales, no solo aumentó la frecuencia de sus visitas a su casa, sino que empezó a sentir afecto hacia ella. Empezó a involucrarse y a visitar otras ancianas, como Annie y Eliza, aunque solo llegó a considerar a Maudie como su amiga.
"Lo que pienso cuando me encuentro aquí, sosteniendo la mano de Maudie, es que debería estar en una familia numerosa y cariñosa, que fuera como una red de goma que se puede estirar por aquí o por allá para encajarla a ella, pero esto es una tontería. También me digo que se merecía ser una niña inteligentemente querida por sus inteligentes padres y que su madre no tenía que morir cuando ella tenía quince años, y que tenía el derecho de haber sido una persona feliz, sana, próspera durante toda su vida. Cuando digo lo que ella tenía derecho a tener, ella, una anciana, que va a morir, es algo que elimina apuros, sufrimiento, injusticia, dolor... niega, en pocas palabras, a la condición humana".
Otro tema abordado son las maneras en las que las personas aceptan la muerte. ¿A una mujer de noventa y dos años le parece injusto morir?, se pregunta Janna al observar cómo Maudie siente rabia al verse confinada a una cama de hospital, después de que le diagnosticaran cáncer estomacal. 
"...Por esta razón nunca abogaré por la eutanasia o, por lo menos, sin un millar de garantías. La necesidad de quienes los contemplan, los familiares próximos, los más cercanos y queridos, es que el pobre paciente muera lo antes posible, porque la tensión es demasiado horrible. Pero, posiblemente no sea tan horrible para quien se está muriendo como para quienes lo contemplan. Maudie sufre —con intermitencias, entre las feroces dosis [de calmantes] que ingiere—, pero ¿acaso el dolor es lo peor del mundo? La verdad es que nunca lo ha sido para mí. Tampoco lo era para Maudie cuando era ella misma. ¿Por qué, entonces, cuando quien muere rebasa un cierto punto, los criterios bien intencionados, humanos, ya no se utilizan, o no se utilizan con facilidad para él o ella?...".

## Recepción
Los editores a quienes Lessing envió las dos novelas rechazaron los textos originales. El objetivo de tratar de ver publicadas las novelas bajo un nombre nuevo, según Lessing, era animar a los escritores jóvenes que ven rechazados sus trabajos. «A veces —aseguró Lessing—, ese rechazo no tiene nada que ver con la calidad del libro ni con el talento del autor, sino que responde a un mecanismo automático. Como no tienen un nombre conocido, nadie les hace caso».
Antes de que se revelara que Jane Somers era en realidad Doris Lessing, Jonathan Cape, la editorial habitual de la escritora, consideró que Diario de una buena vecina es un "buen libro, pero completamente inviable desde el punto de vista comercial". Granada, otra editorial, lo calificó como "demasiado deprimente".
De acuerdo al blog literario Adivina Quién Lee, con esta novela la autora "es capaz de sensibilizarnos con la problemática que supone el trato que la sociedad otorga a la tercera edad. Ancianos sin recursos abandonados a su suerte y la poca sensibilidad de las administraciones a la hora de proporcionarles ayuda", calificando a la historia como "dura, como la vida misma". La geriatra Zoila Trujillo de los Santos, en una reseña del libro publicada en la revista Ciencia de la Academia Mexicana de Ciencias, aseguró que el libro debe ser leído por "quienes tienen la responsabilidad de diseñar las políticas de atención para los adultos mayores".